# سفارة ألمانيا في البرتغال
سفارة ألمانيا في البرتغال هي أرفع تمثيل دبلوماسي لدولة ألمانيا لدى البرتغال. تقع السفارة في Arroios ‏ وهي تهدف لتعزيز المصالح الألمانية في البرتغال.

## وصلات خارجية
- الموقع الرسمي
- قائمة سفارات ألمانيا
- قائمة السفارات في البرتغال